# 噁環壬四烯
噁环壬四烯，又称氧杂环壬四烯，是一个由九个原子组成的不饱和杂环化合物，其中一个氧原子取代一个碳原子。噁环壬四烯是一种非芳香性化合物。